# GIRI GIRI
「GIRI GIRI」（ギリギリ）は、2022年6月8日にエピックレコードジャパンより発売された鈴木雅之の42枚目のシングル。

## 背景
前作「DADDY! DADDY! DO!」に続き、テレビアニメ『かぐや様は告らせたい-ウルトラロマンティック-』のオープニングテーマに使用された。

## 制作
表題曲である「GIRI GIRI」は、前作同様、作詞・作曲はいきものがかりの水野良樹、プロデュースに本間昭光、そしてゲストボーカルにはSILENT SIRENのすぅが参加した。

## 収録曲
| 全作詞・作曲: 水野良樹、全編曲: 本間昭光。 |                                                                   |          |            |
| #                                          | タイトル                                                          | 作詞     | 作曲・編曲 |
| 1.                                         | 「GIRI GIRI」(TVアニメ『かぐや様は告らせたい』オープニングテーマ) | 水野良樹 | 水野良樹   |
| 2.                                         | 「GIRI GIRI (TV Size Ver.)」                                      | 水野良樹 | 水野良樹   |
| 3.                                         | 「GIRI GIRI (for female カラオケ)」                               | 水野良樹 | 水野良樹   |
| 4.                                         | 「GIRI GIRI (for male カラオケ)」                                 | 水野良樹 | 水野良樹   |
| 5.                                         | 「GIRI GIRI (Instrumental)」                                      | 水野良樹 | 水野良樹   |
| 合計時間:                                  | 合計時間:                                                         | 0:00     |            |